# Eupithecia tetraglena
Eupithecia tetraglena là một loài bướm đêm trong họ Geometridae.